# Thorsten Williges
Thorsten Williges (* 1969 in Verden (Aller)) ist ein ehemaliger deutscher Handballspieler.

## Werdegang
Williges spielte in seiner Heimatstadt für den Regionalliga-Verein TSV Verden.
Im März 1990 wechselte er zum SC Empor Rostock und wurde der erste und letzte (ehemalige) Bundesdeutsche, der in der DDR-Oberliga spielte. Der 1,93 Meter große Rückraumspieler begründete seinen Wechsel mit seinem Willen, sich „handballerisch [zu] verbessern“ und „in einer guten Mannschaft [zu] spielen“. 2019 nannte er seinen Schritt nach Rostock gegenüber dem Fachblatt Handball Inside „eine Mischung aus Abenteuerlust und Frustabbau über die schulische und sportliche Misere zu Hause“. Zustande gekommen war der Kontakt nach Rostock über einen Stahlhändler aus Verden, der den SC Empor ab Dezember 1989 als Werbepartner unterstützte.
Williges besuchte in Rostock die 13. Klasse der örtlichen Kinder- und Jugendsportschule. Untergebracht wurde er in einem Werftarbeiterwohnheim, dann im Rostocker Sportforum. Am 20. September 1990 erhielt er die Staatsbürgerschaft der noch bis zum 3. Oktober desselben Jahres bestehenden Deutschen Demokratischen Republik. Zuvor hatte er als Bundesbürger aufgrund der Ausländerbeschränkung nicht für den SC Empor spielen können, da die Mannschaft bereits über zwei sowjetische Spieler verfügte, die ihm vorgezogen wurden. Nach seiner Einbürgerung kam Williges zu Einsätzen in der Oberliga sowie im Europapokalwettbewerb IHF-Pokal. Zu Jahresbeginn 1991 wurde er aus dem Empor-Aufgebot gestrichen. Williges bestand 1991 in Rostock sein Abitur. Er nahm an der Universität Bremen ein Studium im Fach Wirtschaftswissenschaft auf und spielte Handball beim TV Grambke. Später durchlief er in Hildesheim eine Ausbildung zum Physiotherapeuten und wurde in diesem Beruf in St. Peter-Ording tätig.